# Oksana Dorodnova
Oksana Dorodnova (née le 14 avril 1974 à Moscou) est une rameuse russe.

## Biographie

### Palmarès

#### Aviron aux Jeux olympiques
- 2000 à Sydney,  Australie
  -  Médaille de bronze en quatre de couple[1]